# Algímia d'Alfara
Algímia d'Alfara (em valenciano e oficialmente) ou Algimia de Alfara (em castelhano) é um município da Espanha na província de Valência, Comunidade Valenciana. Tem 14,4 km² de área e em 2021 tinha 1 079 habitantes (densidade: 74,9 hab./km²).

## Demografia
| Variação demográfica do município entre 1991 e 2004 | Variação demográfica do município entre 1991 e 2004 | Variação demográfica do município entre 1991 e 2004 | Variação demográfica do município entre 1991 e 2004 |
| --------------------------------------------------- | --------------------------------------------------- | --------------------------------------------------- | --------------------------------------------------- |
| 1991                                                | 1996                                                | 2001                                                | 2004                                                |
| 867                                                 | 829                                                 | 947                                                 | 959                                                 |